# Tagatosa
La tagatosa es un monosacárido de seis carbonos con un grupo cetona por lo que pertenece al grupo de las cetosas y dentro de este al de las cetohexosas. Es utilizado en diversos productos como edulcorante. Presenta una textura muy similar a la sacarosa y un 92% de su capacidad edulcorante, pero con solo el 38% de calorías. La tagatosa está admitida y reconocida como segura por la FAO/WHO desde 2001.
La tagatosa es metabolizada por el organismo a través de rutas que difieren de las que utiliza la glucosa, lo que da lugar a que la tagatosa apenas afecte a los niveles de glucosa y de insulina en sangre. La tagatosa también ha sido aprobada como un ingrediente que ayuda a la salud dental.
En la actualidad existe un ensayo clínico en fase III para comprobar si puede ser utilizado como tratamiento contra la diabetes de tipo 2. Los datos iniciales han mostrado que, aparte de ayudar a reducir peso o ser un antioxidante, https://web.archive.org/web/20080505132407/http://www.portaldiabetes.net/2008/04/tagatosa-contra-la-diabetes.html aumenta en sangre los niveles de colesterol "bueno"] (HDL).

## Producción
La tagatosa está presente en muy pequeñas cantidades en los productos lácteos. Puede ser producida industrialmente a partir de la lactosa, tras hidrolizarse en glucosa y galactosa. La galactosa puede sufrir entonces una isomerización a D-tagatosa por la acción del hidróxido de calcio, en condiciones alcalinas. La mezcla resultante puede ser entonces purificada, obteniéndose tagatosa sólida tras un proceso de cristalización.

## Desarrollo como edulcorante
Gilbert Levin tuvo la idea, tras estudiar la quiralidad de las moléculas químicas, de buscar azúcares que giraran el plano de luz polarizada hacia la izquierda (levógiros), con el fin de encontrar nuevos edulcorantes. Tras encontrar algunas de estas moléculas, descubrió accidentalmente la tagatosa, que era estructuralmente muy similar a la L-fructosa. Aunque Levin pensaba que la respuesta a su pregunta la encontraría en los azúcares levógiros, fue una molécula dextrógira la que le dio el éxito, la D-tagatosa. La FDA aprobó la tagatosa como aditivo alimenticio en octubre de 2003.

## Mercadotecnia
En 1996, MD/Arla Foods adquiere los derechos para la producción de tagatosa de la empresa Spherix. En los años siguientes, MD/Arla Foods no introdujo ningún producto nuevo en el mercado, lo que llevó a Spherix a denunciarlos ante la US Court of Arbitration para mostrar el insuficiente interés de la empresa en introducir nuevos productos en el mercado. Todas las compañías asociadas a MD/Arla Foods acordaron pagar a Spherix los derechos del producto, con lo que Spherix accedió a no tomar acciones legales.
En marzo de 2006, SweetGredients (una empresa creada por la fusión de Arla Foods y Nordzucker AG) decidieron poner el proyecto tagatosa en suspenso. SweetGredients era en ese momento el único productor de tagatosa en el mundo. Aunque se habían hecho ciertos progresos en la creación de un nuevo mercado para este innovador edulcorante, no fue posible encontrar un potencial suficiente que justificara las constantes inversiones en el proyecto, por lo que SweetGredients decidió acabar con la producción de tagatosa en Nordstemmen, Alemania.
En 2006, la compañía belga Nutrilab NV asume el mando de los proyectos de SweetGredients y comienza de nuevo la producción de D-tagatosa, bajo la marca Nutrilatose, mediante un nuevo sistema de síntesis enzimática (diferente de todas las patentes publicadas hasta el momento). Es en octubre de 2007 cuando Damhert N.V., la empresa que controlaba a Nutrilab, decide sacar al mercado un edulcorante basado en tagatosa bajo una marca propia, junto a otra serie de productos (mermeladas y chocolates) basados en tagatosa, en el Benelux y en Francia.
- Datos: Q414089
- Multimedia: Tagatose / Q414089